# Marino Mancinelli
Marino Mancinelli   (Orvieto, 1844 - Rio de Janeiro, 3 de setembre de 1894) fou un director d'orquestra italià.
Després de dirigir amb èxit l'orquestra de diversos teatres d'òpera europeus i americans, volgué assumir la direcció del teatre Líric de Rio de Janeiro, sent tan gran el fracàs financer de l'empresa, que el dèficit assolí la xifra d'un milió de pessetes. Mancinelli es va suïcidar en la capital brasilera el 1894.
Era germà del compositor i director d'orquestra Luigi Mancinelli.